# Sienna Miller
Sienna Rose Diana Miller, född 28 december 1981 i New York, är en amerikansk-brittisk skådespelare och fotomodell.
Millers far är från USA och hennes mor Jo Miller är född i Sydafrika med brittiska rötter. Miller föddes i New York, men växte upp i London, Storbritannien.  Miller har bland annat medverkat i Lasse Hallströms film Casanova och i Factory Girl.
Miller och hennes syster Savannah äger varumärket och affären Twenty8Twelve i Notting Hill i London. 
2011–2015 hade Miller ett förhållande med skådespelaren Tom Sturridge. Paret fick en dotter sommaren 2012.

## Filmografi (urval)
- 2001 – The American Embassy (TV-serie) - Babe
- 2001 – South Kensington - Sharon
- 2002 – Bedtime (TV-serie) - Stacey
- 2003 – Keen Eddie (TV-serie) - Fiona Bickerton
- 2004 – Layer Cake - Tammy
- 2004 – Alfie - Nikki
- 2005 – Casanova - Francesca Bruni
- 2006 – Factory Girl - Edie Sedgwick
- 2007 – Interview - Katya
- 2007 – Stardust - Victoria
- 2008 – The Mysteries of Pittsburgh - Jane Bellwether
- 2008 – Camille - Camille Foster
- 2008 – The Edge of Love - Caitlin Macnamara
- 2009 – The September Issue - Sig själv
- 2009 – G.I. Joe: The Rise of Cobra - Ana Lewis/Anastascia DeCobray/The Baroness
- 2011 – Top Gear - Sig själv
- 2012 – Two Jacks - Diana
- 2012 – The Girl (TV-film) - Tippi Hedren
- 2012 – Just Like a Woman - Marilyn
- 2012 – Yellow - Xanne
- 2013 – A Case of You - Sarah
- 2014 – Foxcatcher - Nancy Schultz
- 2014 – American Sniper - Taya Renae Kyle
- 2015 – Mississippi Grind - Simone
- 2015 – Unfinished Business - Chuck Portnoy
- 2015 – High Rise - Charlotte
- 2015 – Black Mass - Catherine Greig (raderade scener)
- 2015 – Bränd - Helene
- 2016 – The Lost City of Z - Nina Fawcett
- 2016 – Live by Night - Emma Gould
- 2017 – An Imperfect Murder - Vera Lockman
- 2018 – The Catcher Was a Spy - Estella Huni
- 2019 – 21 Bridges - Detektiv Frankie Burns
- 2020 – Wander Darkly - Adrienne
- 2023 – Extrapolations (TV-serie)
- 2023 – My Mother's Wedding
- 2024 – Horizon: An American Saga (Chapter 1 och Chapter 2) - Frances Kittredge